# Фантазии и сънища в "Градива" на Вилхелм Йенсен
Фантазии и сънища в „Градива“ на Вилхелм Йенсен (на немски: Der Wahn und die Träume in W. Jensens Gradiva; на английски: Delusion and Dream in Jensen's Gradiva) е есе от Зигмунд Фройд, което анализира новелата Градива на Вилхелм Йенсен от психоаналитична гледна точка. Книгата е издадена през 1907 г., а на български излиза под името „Фантазии и сънища“ от ИК „Екслибрис“. Преводът е на Неза Михайлова.
В новелата се разказва за млад археолог, който осъзнава любовта си към приятелка от детството чрез дълъг и сложен процес, главно асоциирайки я с идеализирана жена под формата на барелефа Градива.
Постструктуралисткият философ Жак Дерида свързва използването на Градивата на Йенсен от Фройд в своята книга „Archive Fever: A Freudian Impression“ (1995).
Наградите „Градива“, давани от Националната асоциация за напредък в психоанализата, са наречени на есето на Фройд.

## Издания на книгата на български език
- Фантазии и сънища в „Градива“ на Вилхелм Йенсен. В: Естетика, изкуство, литература, УИ „Св. Климент Охридски“, 1991, 255 – 324.
- Фантазии и сънища (Психоаналитичен прочит на романа Градива: Помпейска фантазия от Вилхелм Йенсен), Изд. Екслибрис, 1996, 2016
- Налудността и сънищата в новелата „Градива“ от В. Йенсен, Изкуство и литература, Изд. Колибри, 2017, 41 – 114